# Liste des champions du monde poids moyens de boxe anglaise
Liste des champions du monde de boxe poids moyens reconnus par les organisations suivantes :
- La WBA[2] (World Boxing Association), fondée en 1921 et succédant à la NBA (National Boxing Association) en 1962,
- La WBC[3] (World Boxing Council), fondée en 1963,
- L'IBF[4] (International Boxing Federation), fondée en 1983,
- La WBO[5] (World Boxing Organization), fondée en 1988.

Avant 1921, les champions du monde étaient reconnus en tant que tel par le public sans qu’il n’y ait d’organisme particulier pour gérer l’attribution de ce titre.
Mise à jour : 15 juin 2024
| Gain du titre | Perte du titre     | Champion                 | Champion                    | Reconnaissance                | Défenses |
| --- | ------------------ | ------------------------ | --------------------------- | ----------------------------- | -------- |
| 30 juillet 1884 | 14 janvier 1891    | Jack (Nonpareil) Dempsey | Irlande                     | Unanime                       | 4        |
| 14 janvier 1891 | 26 septembre 1894  | Bob Fitzsimmons          | Royaume-Uni                 | Unanime                       | 1        |
| Fitzsimmons laisse son titre vacant pour combattre en poids lourds. |                    |                          |                             |                               |          |
| 26 décembre 1896 | 17 décembre 1897   | Kid McCoy                | États-Unis                  | Unanime                       | 0        |
| McCoy laisse son titre vacant pour combattre en poids lourds. |                    |                          |                             |                               |          |
| 24 octobre 1898 | 28 mai 1907        | Tommy Ryan               | États-Unis                  | Unanime                       | 7        |
| Ryan annonce sa retraite après une défaite sans titre en jeu face à Harry Forbes. |                    |                          |                             |                               |          |
| 2 septembre 1907 | 7 septembre 1908   | Stanley Ketchel          | États-Unis                  | Unanime                       | 1        |
| 7 septembre 1908 | 26 novembre 1908   | Billy Papke              | États-Unis                  | Unanime                       | 0        |
| 26 novembre 1908 | 10 juin 1910       | Stanley Ketchel          | États-Unis                  | Unanime                       | 0        |
| Ketchel abandonne provisoirement sa ceinture après une nouvelle victoire face à Billy Papke préférant affronter le 16 octobre 1909 Jack Johnson pour le titre en poids lourds. Battu, il livre quelques combats dans sa catégorie de prédilection avant d’être assassiné le 15 octobre 1910.                                       |                    |                          |                             |                               |          |
| 22 février 1912 | 11 octobre 1913    | Frank Klaus              | États-Unis                  | Unanime                       | 2        |
| 11 octobre 1913 | 7 avril 1914       | George Chip              | États-Unis                  | Unanime                       | 5        |
| 7 avril 1914 | 14 novembre 1917   | Al McCoy                 | États-Unis                  | Unanime                       | 1/6      |
| 14 novembre 1917 | 6 mai 1920         | Mike O'Dowd              | États-Unis                  | Unanime                       | 8        |
| 6 mai 1920 | 31 août 1923       | Johnny Wilson            | États-Unis                  | Unanime                       | 4        |
| 31 août 1923 | 26 février 1926    | Harry Greb               | États-Unis                  | Unanime                       | 5        |
| 26 février 1926 | 3 décembre 1926    | Tiger Flowers            | États-Unis                  | Unanime                       | 1        |
| 3 décembre 1926 | 1931               | Mickey Walker            | États-Unis                  | Unanime                       | 4        |
| Walker laisse son titre vacant pour combattre en poids mi-lourds. |                    |                          |                             |                               |          |
| 25 janvier 1932 | 11 juin 1932       | Gorilla Jones            | États-Unis                  | NBA                           | 1        |
| 11 juin 1932 | 4 juillet 1932     | Marcel Thil              | France                      | NBA                           | 1        |
| Thil laisse son titre NBA vacant mais défend victorieusement jusqu’en 1937 sa ceinture mondiale IBU remportée également lors de son combat face à Gorilla Jones. |                    |                          |                             |                               |          |
| 13 janvier 1933 | 9 août 1933        | Ben Jeby                 | États-Unis                  | New York (NYSAC)              | 2        |
| 9 août 1933 | 30 octobre 1933    | Lou Brouillard           | Canada                      | New York (NYSAC)              | 0        |
| 30 octobre 1933 | 11 septembre 1934  | Vince Dundee             | États-Unis                  | Unanime (NYSAC & NBA)         | 2        |
| 11 septembre 1934 | 19 septembre 1935  | Teddy Yarosz             | États-Unis                  | Unanime                       | 0        |
| 19 septembre 1935 | 11 juillet 1936    | Babe Risko               | États-Unis                  | Unanime                       | 1        |
| 11 juillet 1936 | 26 juillet 1938    | Freddie Steele           | États-Unis                  | Unanime                       | 5        |
| 26 juillet 1938 | 1er novembre 1938  | Al Hostak                | États-Unis                  | NBA                           | 0        |
| Hostak ne remporte que le titre NBA car Freddie Steele a auparavant été destitué par la NYSAC pour ne pas avoir remis son titre en jeu face à Fred Apostoli (qui l’avait battu par KO le 8 janvier 1938). |                    |                          |                             |                               |          |
| 1er novembre 1938 | 27 juin 1939       | Solly Krieger            | États-Unis                  | NBA                           | 0        |
| 18 novembre 1938 | 2 octobre 1939     | Fred Apostoli            | États-Unis                  | New York (NYSAC)              | 0        |
| 27 juin 1939 | 19 juillet 1940    | Al Hostak                | États-Unis                  | NBA                           | 1        |
| 2 octobre 1939 | 23 mai 1940        | Ceferino Garcia          | Philippines                 | New York (NYSAC)              | 1        |
| 23 mai 1940 | 9 mai 1941         | Ken Overlin              | États-Unis                  | New York (NYSAC)              | 2        |
| 19 juillet 1940 | 28 novembre 1941   | Tony Zale                | États-Unis                  | NBA                           | 1        |
| 9 mai 1941 | 1941               | Billy Soose              | États-Unis                  | New York (NYSAC)              | 0        |
| Billie Soose est le dernier détenteur de la ceinture NYSAC qui ne sera pas remise en jeu après sa victoire (controversée) face à Ken Overlin. Il perd le 30 juillet 1941 un combat sans titre en jeu contre Georgie Abrams qui gagna lui le droit d’affronter Tony Zale pour le titre unifié des poids moyens le 28 novembre 1941. |                    |                          |                             |                               |          |
| 28 novembre 1941 | 16 juillet 1947    | Tony Zale                | États-Unis                  | Unanime                       | 3        |
| 16 juillet 1947 | 10 juin 1948       | Rocky Graziano           | États-Unis                  | Unanime                       | 0        |
| 10 juin 1948 | 21 septembre 1948  | Tony Zale                | États-Unis                  | Unanime                       | 0        |
| 21 septembre 1948 | 16 juin 1949       | Marcel Cerdan            | France                      | Unanime                       | 0        |
| 16 juin 1949 | 14 février 1951    | Jake LaMotta             | États-Unis                  | Unanime                       | 0        |
| 14 février 1951 | 10 juillet 1951    | Sugar Ray Robinson       | États-Unis                  | Unanime                       | 0        |
| 10 juillet 1951 | 12 septembre 1951  | Randy Turpin             | Royaume-Uni                 | Unanime                       | 0        |
| 12 septembre 1951 | Décembre 1952      | Sugar Ray Robinson       | États-Unis                  | Unanime                       | 2        |
| Sugar Ray Robinson annonce (une première fois) sa retraite et laisse son titre vacant en décembre 1952 après une dernière défense victorieuse contre Rocky Graziano le 16 avril 1952 mais suivie deux mois plus tard d’une défaite pour le titre mondial des mi-lourds face à Joey Maxim.                                          |                    |                          |                             |                               |          |
| 21 octobre 1953 | 9 décembre 1955    | Bobo Olson               | États-Unis                  | Unanime                       | 3        |
| 9 décembre 1955 | 2 janvier 1957     | Sugar Ray Robinson       | États-Unis                  | Unanime                       | 1        |
| 2 janvier 1957 | 1er mai 1957       | Gene Fullmer             | États-Unis                  | Unanime                       | 0        |
| 1er mai 1957 | 23 septembre 1957  | Sugar Ray Robinson       | États-Unis                  | Unanime                       | 0        |
| 23 septembre 1957 | 25 mars 1958       | Carmen Basilio           | États-Unis                  | Unanime                       | 0        |
| 25 mars 1958 | 22 janvier 1960    | Sugar Ray Robinson       | États-Unis                  | Unanime                       | 0        |
| 22 janvier 1960 | 11 juillet 1961    | Paul Pender              | États-Unis                  | Unanime                       | 3        |
| 11 juillet 1961 | 7 avril 1962       | Terry Downes             | Royaume-Uni                 | Unanime                       | 0        |
| 7 avril 1962 | 7 mai 1963         | Paul Pender              | États-Unis                  | Unanime                       | 0        |
| Paul Pender annonce sa retraite et laisse son titre vacant le 7 mai 1963. |                    |                          |                             |                               |          |
| 23 octobre 1962 | 10 août 1963       | Dick Tiger               | Nigeria                     | Unanime (WBA)                 | 2        |
| 10 août 1963 | 7 décembre 1963    | Dick Tiger               | Nigeria                     | Unanime (WBA & WBC)           | 0        |
| 7 décembre 1963 | 21 octobre 1965    | Joey Giardello           | États-Unis                  | Unanime (WBA & WBC)           | 0        |
| 21 octobre 1965 | 25 avril 1966      | Dick Tiger               | Nigeria                     | Unanime (WBA & WBC)           | 0        |
| 25 avril 1966 | 17 avril 1967      | Emile Griffith           | Îles Vierges des États-Unis | Unanime (WBA & WBC)           | 2        |
| 17 avril 1967 | 29 septembre 1967  | Nino Benvenuti           | Italie                      | Unanime (WBA & WBC)           | 0        |
| 29 septembre 1967 | 4 mars 1968        | Emile Griffith           | Îles Vierges des États-Unis | Unanime (WBA & WBC)           | 0        |
| 4 mars 1968 | 7 novembre 1970    | Nino Benvenuti           | Italie                      | Unanime (WBA & WBC)           | 4        |
| 7 novembre 1970 | 9 février 1974     | Carlos Monzon            | Argentine                   | Unanime (WBA & WBC)           | 8        |
| Carlos Monzon perd sa ceinture WBC pour ne pas avoir affronté Rodrigo Valdez. |                    |                          |                             |                               |          |
| 9 février 1974 | 26 juin 1976       | Carlos Monzon            | Argentine                   | WBA                           | 4        |
| 25 mai 1974 | 26 juin 1976       | Rodrigo Valdez           | Colombie                    | WBC                           | 4        |
| 26 juin 1976 | 30 juillet 1977    | Carlos Monzon            | Argentine                   | Unanime (WBA & WBC)           | 1        |
| Monzon annonce sa retraite et laisse son titre vacant après deux victoires remportées face à Rodrigo Valdez. |                    |                          |                             |                               |          |
| 5 novembre 1977 | 22 avril 1978      | Rodrigo Valdez           | Colombie                    | Unanime (WBA & WBC)           | 0        |
| 22 avril 1978 | 30 juin 1979       | Hugo Pastor Corro        | Argentine                   | Unanime (WBA & WBC)           | 2        |
| 30 juin 1979 | 16 mars 1980       | Vito Antuofermo          | Italie                      | Unanime (WBA & WBC)           | 1        |
| 16 mars 1980 | 27 septembre 1980  | Alan Minter              | Royaume-Uni                 | Unanime (WBA & WBC)           | 1        |
| 27 septembre 1980 | 27 mai 1983        | Marvin Hagler            | États-Unis                  | Unanime (WBA & WBC)           | 7        |
| 27 mai 1983 | 10 mars 1986       | Marvin Hagler            | États-Unis                  | Unanime (WBA, WBC & IBF)      | 4        |
| Marvin Hagler renonce en 1986 à ses ceintures WBA et IBF après sa victoire contre John Mugabi pour affronter Sugar Ray Leonard. |                    |                          |                             |                               |          |
| 10 mars 1986 | 6 avril 1987       | Marvin Hagler            | États-Unis                  | WBC                           | 0        |
| 6 avril 1987 | Mai 1987           | Sugar Ray Leonard        | États-Unis                  | WBC                           | 0        |
| Leonard annonce (une première fois) sa retraite et laisse son titre vacant en mai 1987. Il sera de nouveau sur un ring le 7 novembre 1988 et deviendra à cette occasion champion WBC des super moyens. |                    |                          |                             |                               |          |
| 10 octobre 1987 | 28 juillet 1988    | Frank Tate               | États-Unis                  | IBF                           | 1        |
| 23 octobre 1987 | Mars 1989          | Sumbu Kalambay           | Italie                      | WBA                           | 3        |
| Kalambay est destitué par la WBA avant son combat pour le titre IBF face à Michael Nunn le 25 mars 1989. |                    |                          |                             |                               |          |
| 29 octobre 1987 | 6 juin 1988        | Thomas Hearns            | États-Unis                  | WBC                           | 0        |
| 6 juin 1988 | 24 février 1989    | Iran Barkley             | États-Unis                  | WBC                           | 0        |
| 28 juillet 1988 | 10 mai 1991        | Michael Nunn             | États-Unis                  | IBF                           | 5        |
| 24 février 1989 | 1989               | Roberto Duran            | Panama                      | WBC                           | 0        |
| Duran laisse son titre vacant pour affronter Sugar Ray Leonard en super moyens. |                    |                          |                             |                               |          |
| 18 avril 1989 | 29 avril 1990      | Doug DeWitt              | États-Unis                  | WBO                           | 1        |
| 10 mai 1989 | Décembre 1991      | Mike McCallum            | Jamaïque                    | WBA                           | 3        |
| McCallum est destitué par la WBA avant son combat pour le titre IBF face à James Toney le 13 décembre 1991. |                    |                          |                             |                               |          |
| 29 avril 1990 | 18 novembre 1990   | Nigel Benn               | Royaume-Uni                 | WBO                           | 1        |
| 18 novembre 1990 | 1991               | Chris Eubank             | Royaume-Uni                 | WBO                           | 3        |
| Eubank laisse son titre vacant et bat le 22 juin 1991 Michael Watson pour le gain de la ceinture WBO des super moyens. |                    |                          |                             |                               |          |
| 24 novembre 1990 | 8 mai 1993         | Julian Jackson           | Îles Vierges des États-Unis | WBC                           | 4        |
| 10 mai 1991 | 29 août 1992       | James Toney              | États-Unis                  | IBF                           | 6        |
| Toney laisse son titre vacant et bat le 13 février 1993 Iran Barkley pour le gain de la ceinture IBF des super moyens. |                    |                          |                             |                               |          |
| 20 novembre 1991 | 1992               | Gerald McClellan         | États-Unis                  | WBO                           | 0        |
| McClellan laisse son titre WBO vacant. |                    |                          |                             |                               |          |
| 22 avril 1992 | 1er octobre 1993   | Reggie Johnson           | États-Unis                  | WBA                           | 3        |
| 8 mai 1993 | 7 mai 1994         | Gerald McClellan         | États-Unis                  | WBC                           | 3        |
| McClellan laisse son titre WBC vacant pour affronter Nigel Bell en super moyens. |                    |                          |                             |                               |          |
| 19 mai 1993 | 11 mai 1994        | Chris Pyatt              | Royaume-Uni                 | WBO                           | 2        |
| 22 mai 1993 | 27 mai 1994        | Roy Jones Jr.            | États-Unis                  | IBF                           | 1        |
| Roy Jones Jr laisse son titre vacant et bat le 18 novembre 1994 James Toney pour le gain de la ceinture IBF des super moyens. |                    |                          |                             |                               |          |
| 1er octobre 1993 | 1994               | John David Jackson       | États-Unis                  | WBA                           | 0        |
| 11 mai 1994 | 1994               | Steve Collins            | Irlande                     | WBO                           | 0        |
| Collins laisse son titre vacant et bat le 18 mars 1995 Chris Eubank pour le gain de la ceinture WBO des super moyens. |                    |                          |                             |                               |          |
| 12 août 1994 | 19 décembre 1995   | Jorge Fernando Castro    | Argentine                   | WBA                           | 4        |
| 17 mars 1995 | 19 août 1995       | Julian Jackson           | Îles Vierges des États-Unis | WBC                           | 0        |
| 29 avril 1995 | 14 avril 2001      | Bernard Hopkins          | États-Unis                  | IBF                           | 13       |
| 19 mai 1995 | 28 juin 1997       | Lonnie Bradley           | États-Unis                  | WBO                           | 6        |
| Bradley laisse son titre WBO vacant. |                    |                          |                             |                               |          |
| 19 août 1995 | 16 mars 1996       | Quincy Taylor            | États-Unis                  | WBC                           | 0        |
| 19 décembre 1995 | 24 juin 1996       | Shinji Takehara          | Japon                       | WBA                           | 0        |
| 16 mars 1996 | 2 mai 1998         | Keith Holmes             | États-Unis                  | WBC                           | 2        |
| 24 juin 1996 | 23 août 1997       | William Joppy            | États-Unis                  | WBA                           | 2        |
| 23 août 1997 | 31 janvier 1998    | Julio Cesar Green        | République dominicaine      | WBA                           | 0        |
| 13 décembre 1997 | 14 novembre 1998   | Otis Grant               | Jamaïque                    | WBO                           | 1        |
| Grant laisse son titre WBO vacant pour affronter Roy Jones Jr en mi-lourds (ceintures WBA & WBC en jeu). |                    |                          |                             |                               |          |
| 31 janvier 1998 | 12 mai 2001        | William Joppy            | États-Unis                  | WBA                           | 1        |
| 2 mai 1998 | 24 avril 1999      | Hacine Cherifi           | France                      | WBC                           | 0        |
| 30 janvier 1999 | 22 mai 1999        | Bert Schenk              | Allemagne                   | WBO                           | 1        |
| Schenk est destitué par la WBO pour ne pas avoir remis sa ceinture en jeu. |                    |                          |                             |                               |          |
| 24 avril 1999 | 14 avril 2001      | Keith Holmes             | États-Unis                  | WBC                           | 2        |
| 17 juillet 1999 | 27 novembre 1999   | Jason Matthews           | Royaume-Uni                 | WBO                           | 0        |
| 27 novembre 1999 | 6 avril 2002       | Armand Krajnc            | Suède                       | WBO                           | 3        |
| 14 avril 2001 | 29 septembre 2001  | Bernard Hopkins          | États-Unis                  | WBC & IBF                     | 1        |
| 12 mai 2001 | 29 septembre 2001  | Felix Trinidad           | Porto Rico                  | WBA                           | 0        |
| 29 septembre 2001 | 18 septembre 2004  | Bernard Hopkins          | États-Unis                  | WBA, WBC & IBF                | 5        |
| 6 avril 2002 | 2002               | Harry Simon              | Namibie                     | WBO                           | 0        |
| Simon est destitué par la WBO pour ne pas avoir pu défendre son titre à la suite d'un accident de voiture intervenu en novembre 2002. |                    |                          |                             |                               |          |
| 10 mai 2003 | 13 septembre 2003  | Hector Javier Velazco    | Argentine                   | WBO                           | 0        |
| 13 septembre 2003 | 5 juin 2004        | Felix Sturm              | Allemagne                   | WBO                           | 1        |
| 5 juin 2004 | 18 septembre 2004  | Oscar de la Hoya         | États-Unis                  | WBO                           | 0        |
| 18 septembre 2004 | 16 juillet 2005    | Bernard Hopkins          | États-Unis                  | Unanime (WBA, WBC, IBF & WBO) | 1        |
| 16 juillet 2005 | 3 décembre 2005    | Jermain Taylor           | États-Unis                  | Unanime (WBA, WBC, IBF & WBO) | 0        |
| Taylor doit laisser son titre IBF vacant pour honorer son contrat qui prévoyait une revanche face à Hopkins en cas de victoire. |                    |                          |                             |                               |          |
| 3 décembre 2005 | 11 mars 2006       | Jermain Taylor           | États-Unis                  | WBA, WBC & WBO                | 1        |
| Taylor doit laisser son titre WBA en préférant affronter Ronald Wright. |                    |                          |                             |                               |          |
| 10 décembre 2005 | 12 juillet 2009    | Arthur Abraham           | Allemagne                   | IBF                           | 10       |
| Abraham laisse son titre IBF vacant et poursuit sa carrière en super moyens. |                    |                          |                             |                               |          |
| 11 mars 2006 | 29 septembre 2007  | Jermain Taylor           | États-Unis                  | WBC & WBO                     | 3        |
| 11 mars 2006 | 15 juillet 2006    | Felix Sturm              | Allemagne                   | WBA                           | 0        |
| 15 juillet 2006 | 28 avril 2007      | Javier Castillejo        | Espagne                     | WBA                           | 1        |
| 28 avril 2007 | 1er septembre 2012 | Felix Sturm              | Allemagne                   | WBA                           | 12       |
| 29 septembre 2007 | 17 avril 2010      | Kelly Pavlik             | États-Unis                  | WBC & WBO                     | 4        |
| 19 septembre 2009 | 7 mai 2011         | Sebastian Sylvester      | Allemagne                   | IBF                           | 3        |
| 17 avril 2010 | 1er juin 2010      | Sergio Gabriel Martinez  | Argentine                   | WBC & WBO                     | 0        |
| La WBO destitue Sergio Gabriel Martinez le 1er juin pour ne pas avoir renoncé à sa ceinture WBC des super-welters. |                    |                          |                             |                               |          |
| 1er juin 2010 | 18 janvier 2011    | Sergio Gabriel Martinez  | Argentine                   | WBC                           | 1        |
| Martínez doit renoncer à son titre WBC le 18 janvier 2011 pour affronter l'ukrainien Sergiy Dzinziruk. |                    |                          |                             |                               |          |
| 31 juillet 2010 | Août 2012          | Dmitry Pirog             | Russie                      | WBO                           | 3        |
| Pirog laisse son titre WBO vacant. |                    |                          |                             |                               |          |
| 7 mai 2011 | 1er septembre 2012 | Daniel Geale             | Australie                   | IBF                           | 3        |
| 4 juin 2011 | 15 septembre 2012  | Julio César Chávez Jr.   | Mexique                     | WBC                           | 3        |
| 1er septembre 2012 | Octobre 2012       | Daniel Geale             | Australie                   | WBA & IBF                     | 0        |
| Geale est destitué par la WBA pour avoir choisi de combattre son compatriote Anthony Mundine aux dépens du champion régulier de la fédération, le kazakh Gennady Golovkin. Ce dernier devient alors champion à part entière. |                    |                          |                             |                               |          |
| 15 septembre 2012 | 7 juin 2014        | Sergio Gabriel Martínez  | Argentine                   | WBC                           | 1        |
| Octobre 2012 | 17 août 2013       | Daniel Geale             | Australie                   | IBF                           | 1        |
| Octobre 2012 | 17 octobre 2015    | Gennady Golovkin         | Kazakhstan                  | WBA                           | 9        |
| 20 octobre 2012 | 4 septembre 2014   | Peter Quillin            | États-Unis                  | WBO                           | 3        |
| Quillin laisse son titre vacant plutôt que d'affronter son challengeur Matvey Korobov. |                    |                          |                             |                               |          |
| 17 août 2013 | 7 décembre 2013    | Darren Barker            | Angleterre                  | IBF                           | 0        |
| 7 décembre 2013 | 31 mai 2014        | Felix Sturm              | Allemagne                   | IBF                           | 0        |
| 31 mai 2014 | 8 octobre 2014     | Sam Soliman              | Australie                   | IBF                           | 0        |
| 7 juin 2014 | 21 novembre 2015   | Miguel Angel Cotto       | Porto Rico                  | WBC                           | 1        |
| 8 octobre 2014 | 7 février 2015     | Jermain Taylor           | États-Unis                  | IBF                           | 0        |
| Taylor est destitué par l'IBF le 7 février 2015. |                    |                          |                             |                               |          |
| 13 décembre 2014 | 19 décembre 2015   | Andy Lee                 | Irlande                     | WBO                           | 1        |
| 20 juin 2015 | 17 octobre 2015    | David Lemieux            | Canada                      | IBF                           | 0        |
| 17 octobre 2015 | 10 septembre 2016  | Gennady Golovkin         | Kazakhstan                  | WBA & IBF                     | 1        |
| 21 novembre 2015 | 18 mai 2016        | Saúl Álvarez             | Mexique                     | WBC                           | 1        |
| 19 décembre 2015 | 11 octrobre 2018   | Billy Joe Saunders       | Royaume-Uni                 | WBO                           | 3        |
| 10 septembre 2016 | 6 juin 2018        | Gennady Golovkin         | Kazakhstan                  | WBA, WBC & IBF                | 2        |
| Golovkin est destitué par l'IBF le 6 juin 2018 pour ne pas avoir affronté son challengeur officiel, Sergiy Derevyanchenko. |                    |                          |                             |                               |          |
| 10 septembre 2016 | 15 septembre 2018  | Gennady Golovkin         | Kazakhstan                  | WBA & WBC                     | 1        |
| 15 septembre 2018 | 4 mai 2019         | Saúl Álvarez             | Mexique                     | WBA & WBC                     | 1        |
| Billy Joe Saunders abandonne son titre WBO le 11 octobre 2018 après avoir échoué à un test antidopage. |                    |                          |                             |                               |          |
| 20 octobre 2018 | 26 août 2022       | Demetrius Andrade        | États-Unis                  | WBO                           | 5        |
| Andrade laisse son titre WBO vacant pour boxer en poids super-moyens. |                    |                          |                             |                               |          |
| 27 octobre 2018 | 4 mai 2019         | Daniel Jacobs            | États-Unis                  | IBF                           | 0        |
| 4 mai 2019 | 26 juin 2019       | Saúl Álvarez             | Mexique                     | WBA, WBC & IBF                | 0        |
| Álvarez est élevé au statut de champion de la franchise par la WBC le 26 juin 2019. Jermall Charlo, jusqu’alors champion par intérim, devient champion à part entière le 29 juin 2019 après sa victoire contre Brandon Adams. |                    |                          |                             |                               |          |
| 26 juin 2019 | 1er août 2019      | Saúl Álvarez             | Mexique                     | WBA & IBF                     | 0        |
| Álvarez est destitué de son titre IBF pour ne pas avoir affronté son challengeur officiel, Sergiy Derevyanchenko. |                    |                          |                             |                               |          |
| 29 juin 2019 | 7 mai 2024         | Jermall Charlo           | États-Unis                  | WBC                           | 3        |
| Charlo est destitué de son titre WBC le 7 mai 2024. |                    |                          |                             |                               |          |
| 1er août 2019 | 1er janvier 2021   | Saúl Álvarez             | Mexique                     | WBA                           | 0        |
| Álvarez laisse son titre WBA vacant après avoir remporté la ceinture WBA des super-moyens le 19 décembre 2020. |                    |                          |                             |                               |          |
| 5 octobre 2019 | 9 avril 2022       | Gennady Golovkin         | Kazakhstan                  | IBF                           | 2        |
| 9 avril 2022 | 8 février 2023     | Gennady Golovkin         | Kazakhstan                  | WBA & IBF                     | 0        |
| Golovkin laisse son titre IBF vacant le 8 février 2023. |                    |                          |                             |                               |          |
| 8 février 2023 | 9 mars 2023        | Gennady Golovkin         | Kazakhstan                  | WBA                           | 0        |
| Golovkin laisse son titre WBA vacant le 9 mars 2023. |                    |                          |                             |                               |          |
| 12 novembre 2022 | En cours           | Zhanibek Alimkhanuly     | Kazakhstan                  | WBO                           | 2        |
| 1er juillet 2023 | 14 octobre 2023    | Vincenzo Gualtieri       | Allemagne                   | IBF                           | 0        |
| 14 octobre 2023 | En cours           | Zhanibek Alimkhanuly     | Kazakhstan                  | IBF & WBO                     |          |
| 30 mars 2024 | En cours           | Erislandy Lara           | Cuba                        | WBA                           |          |
| 15 juin 2024 | En cours           | Carlos Adames            | République dominicaine      | WBC                           |          |